# Union du Croissant fertile
L'unification du Croissant fertile est un projet panarabiste visant à l'union des pays de culture arabe du Croissant fertile. Le projet existe au moins depuis la chute et la partition de l'Empire ottoman par les puissances coloniales française et britannique.

## Définition
Il existe globalement deux visions rivales du projet d'union du Croissant Fertile :
- La vision du Parti social-nationaliste de Syrie, celle des nationalistes syriens qui considèrent que la grandeur syrienne a été perdue lors de la chute de l'Empire ottoman.
- La vision hachémite, celle d'un royaume arabe unifié sous l'égide la maison hachémite.

## Les « frontières naturelles de la Syrie »

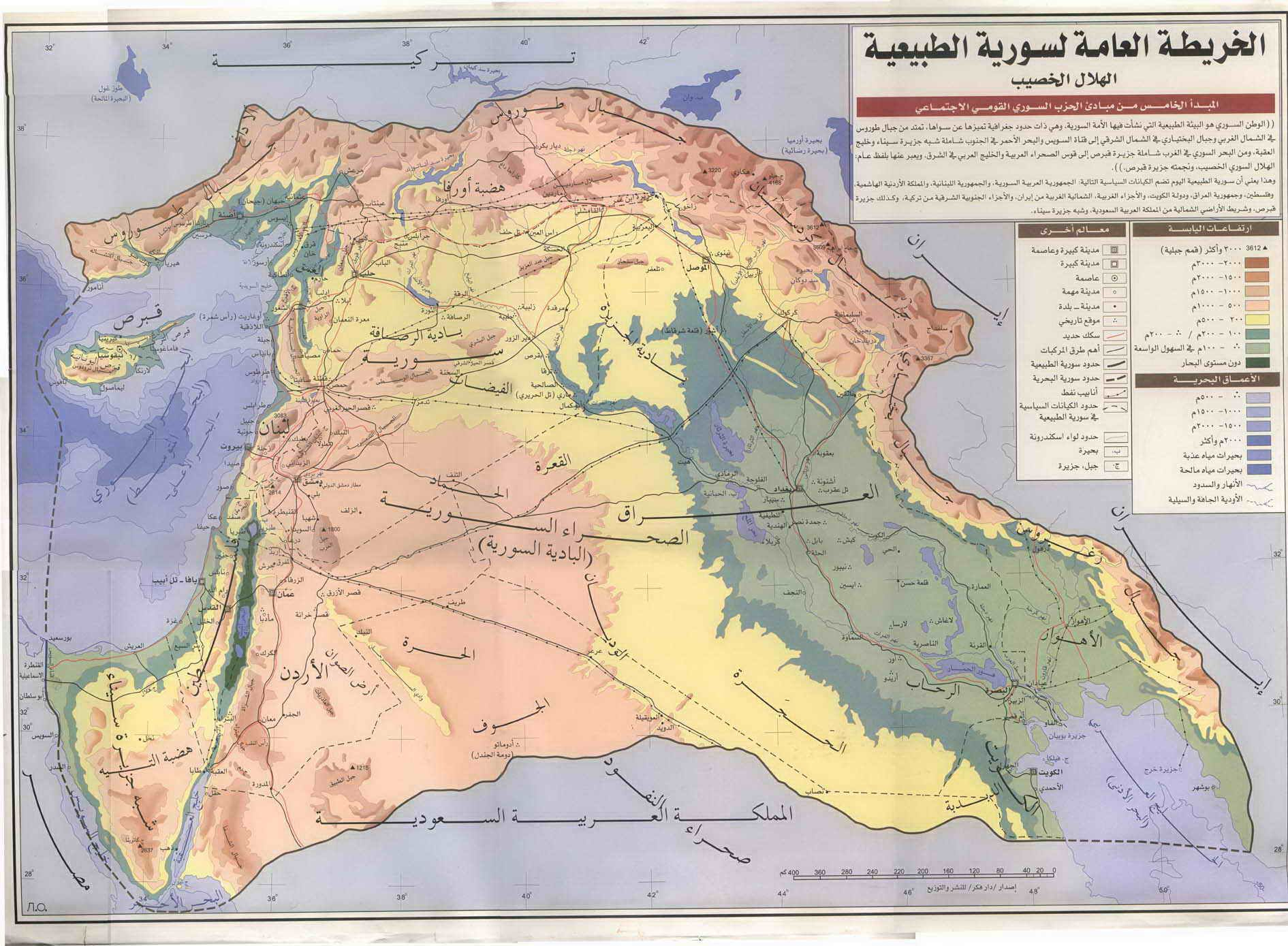
La « Grande Syrie » vue par Saadé

## Le plan «Croissant fertile»

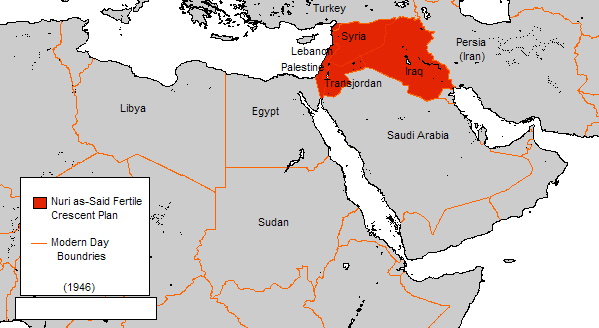
La proposition d'union de la maison hachémite.

De son côté le Royaume hachémite d'Irak avait élaboré un plan, le plan « Croissant fertile » (ou Plan du Croissant fertile), afin d'unir l'Irak avec la Syrie mandataire, la Palestine mandataire et l'émirat de Transjordanie. Le premier ministre irakien Nouri Saïd a pour la première fois présenté le plan au gouvernement britannique lors de la Seconde Guerre mondiale alors que la France était trop affaiblie pour maintenir l'ordre en Syrie. Cette proposition n'a pas été retenue et n'est donc pas entrée en vigueur.
Plus tard, alors que la Syrie devenait petit à petit indépendante de la France, le gouvernement irakien versait des pots-de-vin aux politiques syriens pro-union. Le Parti du peuple, dont la priorité politique était le développement économique dans le nord de la Syrie, était partisan de cette union et avait commencé les échanges diplomatiques afin de la concrétiser. Cependant, le Parti national syrien ainsi que des branches de l'armée étaient déterminés à boycotter cette union avec l'Irak puisque, bien que royaume indépendant, celle-ci avait la réputation d'être une « marionnette de l'Empire britannique » puisque la maison hachémite avait été imposée par le gouvernement colonial. Les Syriens ne désiraient pas vivre en monarchie et encore moins dans un État pro-britannique.
À cette époque, la presse syrienne et la presse irakienne affirment que « Chaque pays [arabe] a prouvé qu'il était incapable de se défendre seul face à Israël ou face à la menace communiste ».
La période où le plan avait le plus de chance d'aboutir fut durant le régime du colonel Sami al-Hinnaoui alors que le Parti du peuple arriva en tête des élections législatives de novembre 1949, l'union avec l'Irak était une promesse de campagne du parti. La nouvelle assemblée ainsi que le gouvernement entamèrent des négociations afin d'achever le plan d'union et s'accordent sur une union en plusieurs étapes, la première étant "l'union de la défense, l'union de la représentation diplomatique et l'union économique des deux pays". Lors du régime de Housni al-Zaïm, il avait été convenu que les officiers syriens soient envoyés au Caire pour se former. L'accord fut abandonné après que des officiers ait été renvoyés par le gouvernement égyptien. Quelques jours après, un second accord fut immédiatement signé avec Bagdad afin d'entraîner les officiers au sein de la Force Royale Aérienne Irakienne.
À la fin des années 1940, alors que Mohamed Fadhel al-Djamali est le ministre des affaires étrangères d'Irak, il échangea secrètement avec le second secrétaire de l'ambassade américaine à Bagdad. Djamali déclare que selon lui il existe trois pôles géopolitiques dans le monde arabe :
- Le Croissant fertile
- L'Arabie saoudite, le Yémen et la péninsule arabique
- L'Égypte, la Libye et le Soudan

Selon lui, un État unifié ou une fédération devrait être établi selon chacun de ces trois pôles afin que ces entités nouvellement créées puissent coopérer.
Les négociations seront stoppées par le coup d'État du colonel Adib Chichakli en décembre 1949. Malgré le coup d'État, le premier ministre nommé par le parlement en 1951, Nazem Koudsi, reste profondément pro-irakien. La même année, le premier ministre Maarouf al-Daoualibi (alors que le pays a changé 7 fois de premier ministre en un an) sera également arrêté par Chichakli pour le même motif.
Après la chute de Chichakli en Syrie, Sabri al-Assali devint premier ministre. Il aurait rencontré les dirigeants irakiens au Liban aux alentours du 16 juin 1954 afin de programmer une invasion de la Syrie par l'Irak, mais il fut écarté du pouvoir quelques jours plus tard. À cette époque la Syrie commence à se rapprocher de l'Égypte dont la monarchie a récemment été renversée. Les Hachémites et le Parti social-nationaliste syrien, bien que rivaux, se sont donc mutuellement aidé voyant la Syrie leur échapper. Le régent d'Irak Abdelilah ben Ali avait contacté le Parti social-nationaliste syrien à Beyrouth et les a fournis en armes et en fonds. Cette conspiration qui réunissait donc des pan-syriens, des syriens pro-Irak et des pro-Hachémites s'appela le Mouvement syrien libre. Elle fut très brièvement menée par le colonel Mohamed Safa, qui avait été dégradé par Chichakli, puis fut déjouée par les autorités syriennes et libanaises.
En guise de dernier effort, en février 1958, treize jours après la proclamation de la République arabe unie (l'union de l'Égypte et de la Syrie), les rois d'Irak et de Jordanie, tous les deux membres de la maison hachémite, proclament la Fédération arabe hachémite. Celle-ci existera jusqu'en août, date à laquelle le roi Fayçal abdiquera.
Le 21 décembre 1961, alors que la monarchie est renversée en Irak, le quotidien libanais Al-Anwar assure que le plan d'union du Croissant fertile est « […] l'innovation de l'abominable impérialisme britannique et de ses agents dans le monde arabe ». L'ambassadeur de Jordanie au Liban dénonce la presse libanaise pour son désaccord catégorique avec le plan d'union du Croissant fertile et la juge « ignorante ». Le quotidien conclura sur la question en disant : « Nous devons admettre que ce plan est comme un chat : Il a neuf vies. Il ne meurt pas facilement parce que derrière lui se cache le service de renseignement britannique ».